# قائمة الحدائق الحسية
الحديقة الحسية هي حديقة مُصممة خصيصاً لذوي الإعاقة البصرية. وفيما يلي قائمة بالمواقع التي تتوفر فيها حدائق حسية عامة كبيرة للأشخاص المهتمين بزيارتها والتعرف عليها:

## أستراليا
- الحديقة النباتية الإقليمية في جولد كوست

## الولايات المتحدة

### ألاباما
- الحديقة التمكينية في الحدائق النباتية في برمنغهام

### كاليفورنيا
- حدائق أليس كيك بارك التذكارية

### نيويورك
- منتزه مندون بوندز

### بنسيلفانيا
- حديقة وادي وينوود الحسية

### تكساس
- مركز نهرسايد للطبيعة

## البرازيل
- الحديقة النباتية في ريو دي جانيرو

## فنلندا
- المتحف الفنلندي للتاريخ الطبيعي

## الهند
- حديقة الحواس الخمس

## إيطاليا
- الحديقة النباتية البلدية في لوكا

## نيوزيلندا
- ميدان أوكلاند

## المملكة المتحدة
- دير بوري سانت إدموندز
- الحدائق النباتية في برمنغهام
- حديقة هايزلز العليا

## في العالم العربي
مفهوم الحدائق الحسية منتشر في بعض الدول العربية والإسلامية، بهدف تعزيز الدمج الاجتماعي للأشخاص ذوي الإعاقة، وتوفير مساحات تعليمية وترفيهية تحفّز الحواس الخمس. ومن أبرز هذه المبادرات:
- فلسطين – جنين: أُعلن عن إنشاء أول حديقة حسية عامة في الضفة الغربية، ضمن إحدى حدائق محافظة جنين، بمساحة تبلغ نحو 4000 متر مربع، خصص منها 1500 متر مربع للمنطقة الحسية، وتشمل نباتات عطرية، ألعاب تفاعلية، ومسارات مخصصة للكراسي المتحركة.[1]

- فلسطين – بيت لحم: افتتحت جمعية بيت لحم العربية للتأهيل حديقة حسية مخصصة للأطفال وذوي الإعاقة، توفر بيئة خارجية محفزة باستخدام النباتات والأصوات والمواد الملموسة، وذلك بدعم من مؤسسة ABCD للتنمية.[2]

- البحرين: تم عرض نموذج لحديقة حسية مصغرة في معرض البحرين الدولي للحدائق، بالتعاون مع جامعة البحرين والمبادرة الوطنية لتنمية القطاع الزراعي، واحتوت على عناصر طبيعية تحفز الحواس، مثل النباتات العطرية، المياه، ومنصات اللمس.[3]

ورغم محدودية عدد هذه الحدائق في العالم العربي حتى الآن، إلا أن المبادرات بدأت تتسع تدريجياً ضمن توجهات أوسع نحو التصميم الشامل.
وتتقاطع بعض مفاهيم الحدائق الحسية الحديثة مع تقاليد الحدائق الإسلامية، التي عُرفت باستخدام العناصر الطبيعية كالروائح والماء والظل لتوفير بيئات متعددة الحواس.

## انظر ايضا
حديقة حسية